# 视觉陷阱

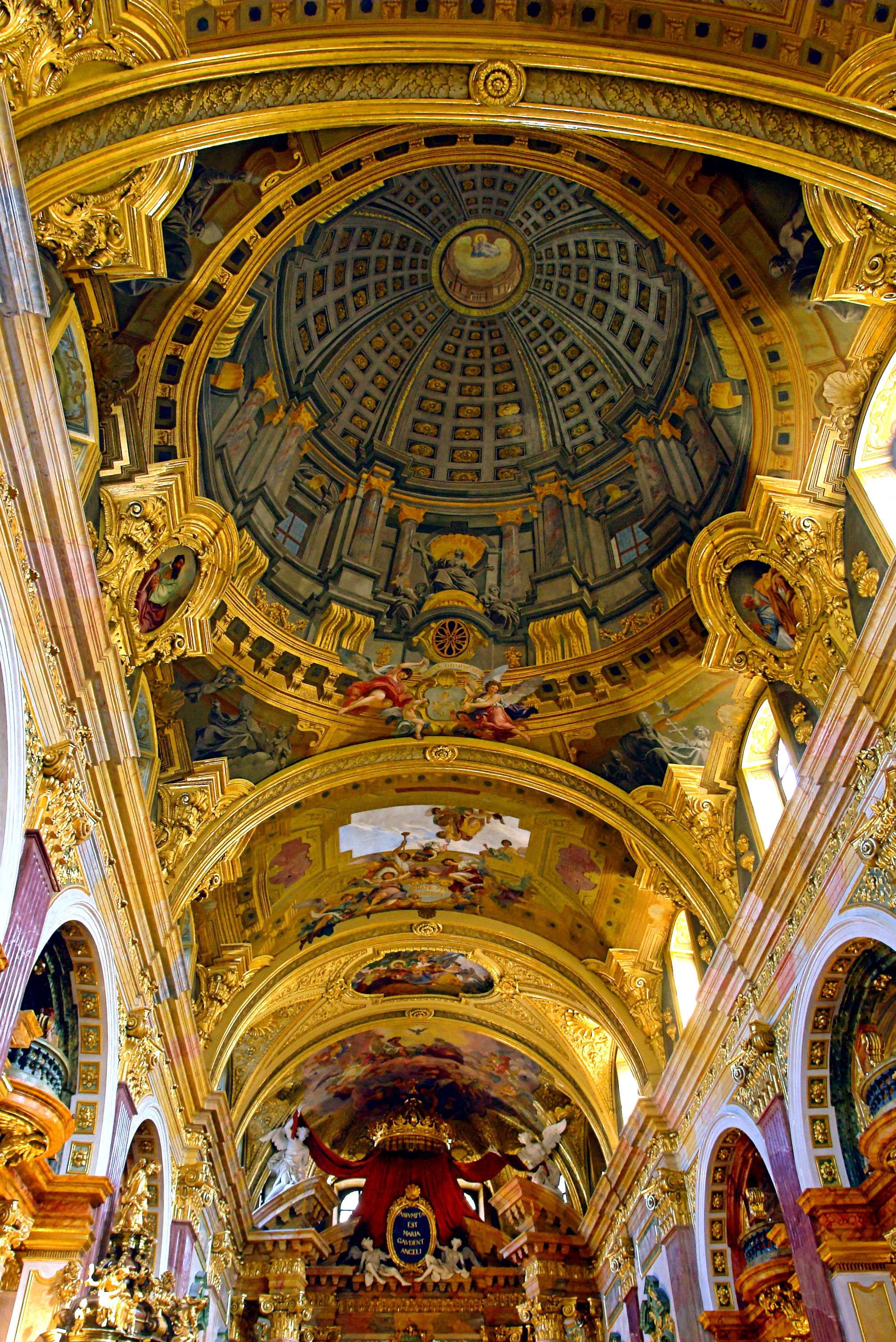
矮拱顶上绘制的视觉陷阱湿壁画，耶稣会教堂，维也纳，奥地利，Andrea Pozzo1703年绘制

视觉陷阱（法語：Trompe-l'œil，法語發音：[tʁɔ̃p lœj] ⓘ）是一种作画技巧，使二维的画给人以极度真实的三维空间的感觉。
这名詞起源于巴洛克时期，但此技法在文藝復興時期即廣泛的被畫家應用。

## 绘画中视觉陷阱的例子

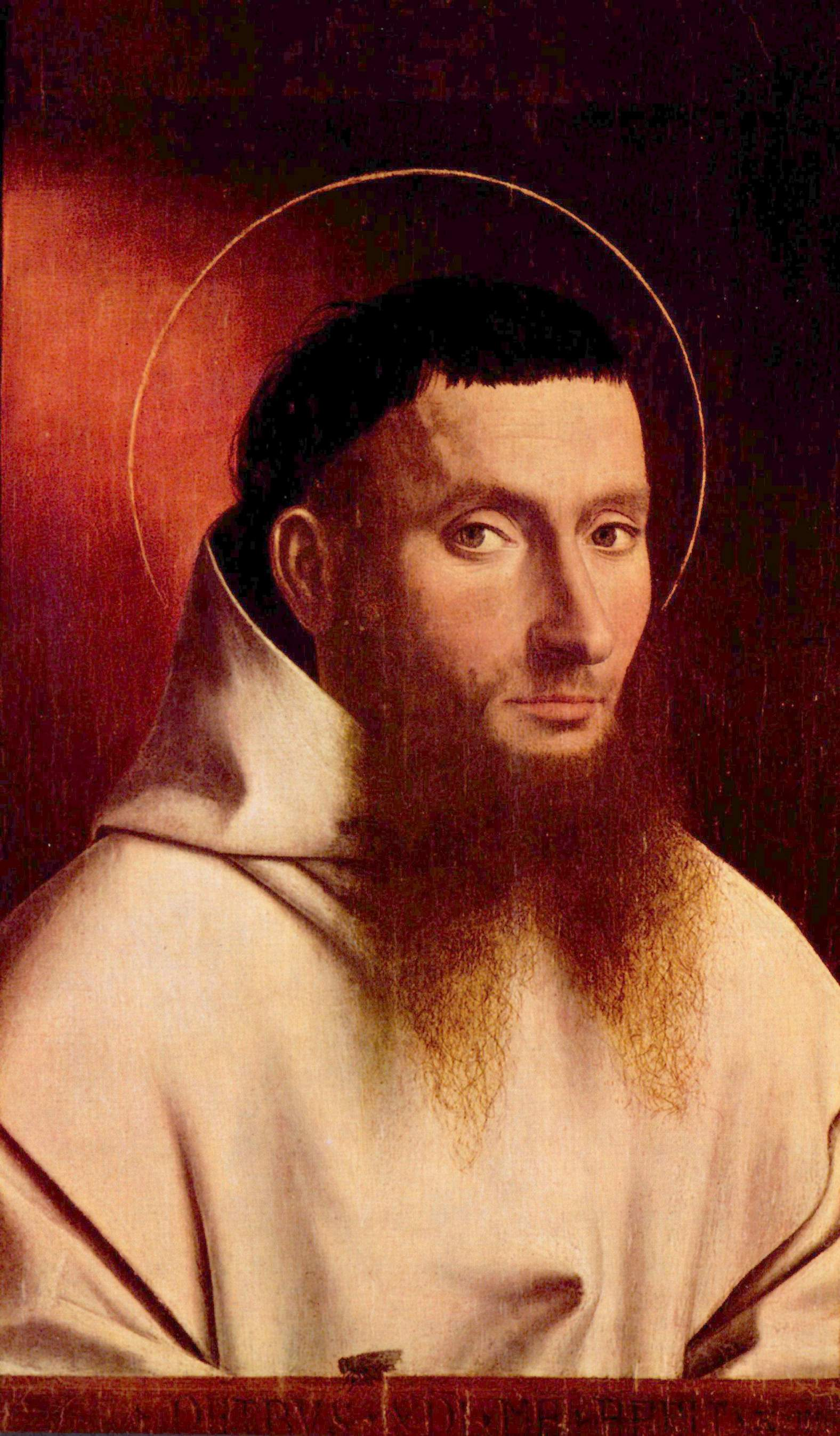
《加尔都西会士肖像》，彼得魯斯·克里斯蒂於1446年绘畫。留意底端的苍蝇。
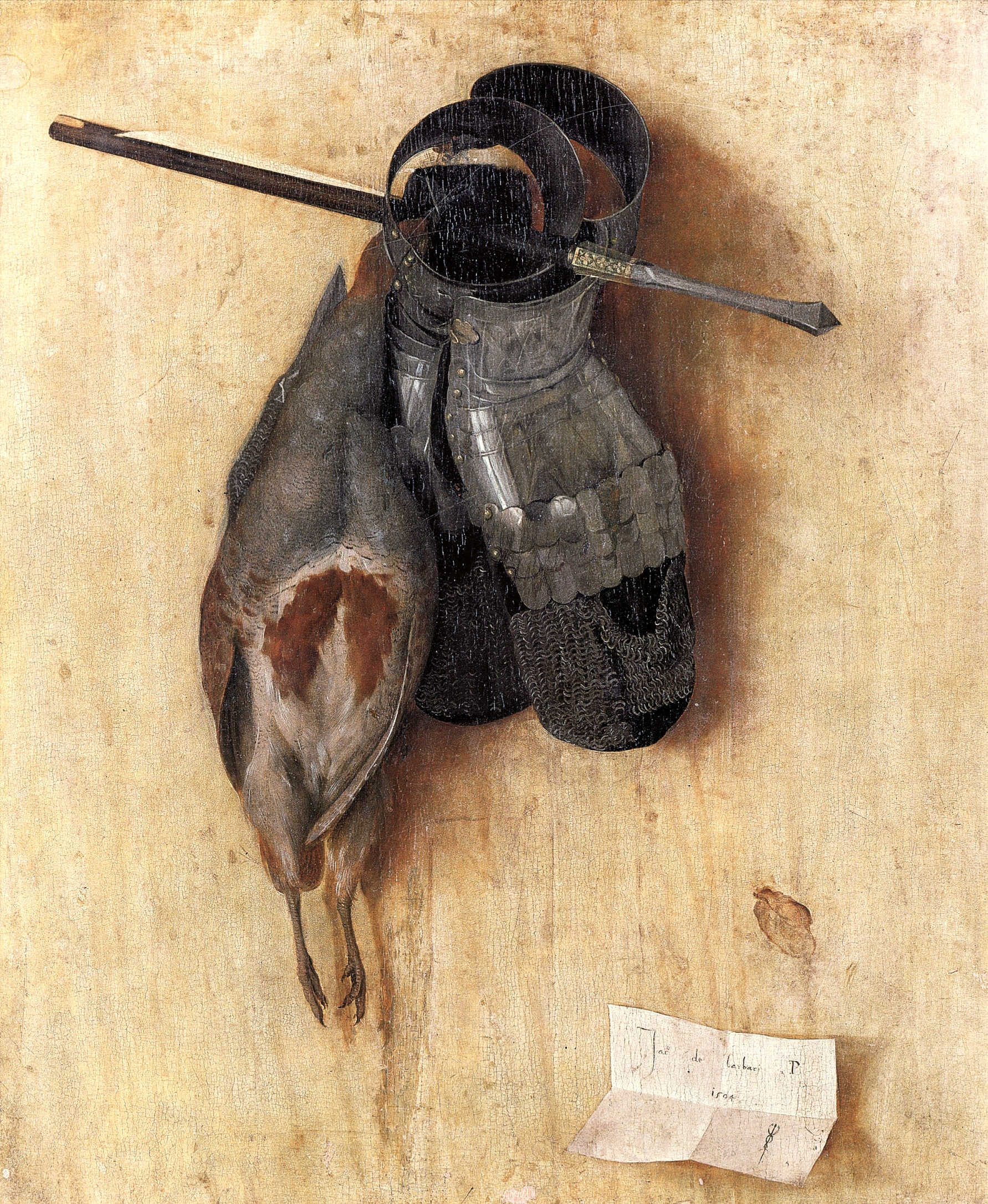
雅各布·德巴爾巴里，1504年繪，這是第一幅采用了视觉陷阱技法的静物画。